# ریچارد برد
 ریچارد برد (انگلیسی: Richard Evelyn Byrd, Jr.؛ زاده ۲۵ اکتبر ۱۸۸۸ درگذشته ۱۱ مارس ۱۹۵۷) یک فرد نظامی اهل ایالات متحده آمریکا بود.
وی همچنین برنده جوایزی همچون نشان افتخار (آمریکا) شده است.